# برگاماسکو (پیدمونت)
برگاماسکو (پیدمونت) (به ایتالیایی: Bergamasco, Piedmont) یک کومونه در ایتالیا است که در استان آلساندریا واقع شده‌است.

## خصوصیات
برگاماسکو ۱۳٫۳ کیلومترمربع مساحت و ۷۴۷ نفر جمعیت دارد و ۱۲۵ متر بالاتر از سطح دریا واقع شده‌است.